# Nethaneel Mitchell-Blake
Nethaneel Mitchell-Blake, född 2 april 1994, är en brittisk friidrottare som tävlar i kortdistanslöpning. Han sprang sistasträckan i finalen när Storbritannien blev världsmästare på 4x100 meter vid världsmästerskapen i friidrott 2017.
Mitchell-Blake deltog vid olympiska sommarspelen 2016 och 2020. Vid OS 2024 tog han brons på 4 x 100 meter.